# Чернишевка (Казахстан)
Чернише́вка (каз. Чернышев) — село у складі Мендикаринського району Костанайської області Казахстану. Входить до складу Первомайського сільського округу.
Населення — 183 особи (2021; 223 у 2009, 271 у 1999, 300 у 1989).